# آویا بی‌اچ-۲۹
آویا بی‌اچ-۲۹ (به انگلیسی: Avia_BH-29) یک هواگرد ملخ‌پیشین تک‌موتوره از نوع هواگرد آموزشی ساخت شرکت Avia است. هواگرد آویا بی‌اچ-۲۹ نخستین پروازش را در ۱۹۲۷ میلادی انجام داد.
طراح این هواگرد، Pavel Beneš and Miroslav Hajn بود.